# Joe Hisaishi Meets Kitano Films
Albums de Joe Hisaishi
千と千尋の神隠し イメージアルバム
(Sen to Chihiro no Kamikakushi Image Album) 千と千尋の神隠し サウンドトラック
(Sen to Chihiro no Kamikakushi Soundtrack)
Joe Hisaishi Meets Kitano Films est un album compilation sorti en 2001 pour célébrer les dix ans de collaboration entre le compositeur Joe Hisaishi et le réalisateur de films Takeshi Kitano. Les principaux thèmes musicaux des six films créés jusqu'alors sont présents sur l'album, mais présentés dans un ordre non chronologique.
Cette compilation précède la séparation des deux artistes après une dernière collaboration sur le film Dolls.

## Titres
| 1.    | Intro : Office Kitano Sound Logo | Office Kitano                     | 0:16 |
| 2.    | Summer                           | L'Été de Kikujiro (B.O.)          | 6:23 |
| 3.    | The Rain                         | L'Été de Kikujiro                 | 5:41 |
| 4.    | Drifter... in LAX                | Aniki, mon frère (B.O.)           | 4:19 |
| 5.    | Raging Men                       | Aniki, mon frère                  | 1:17 |
| 6.    | Ballade                          | Aniki, mon frère                  | 2:10 |
| 7.    | Brother                          | Aniki, mon frère                  | 4:34 |
| 8.    | Silent Love (Main Theme)         | A Scene at the Sea (B.O.)         | 6:34 |
| 9.    | Clifside Waltz III               | A Scene at the Sea                | 3:39 |
| 10.   | Bus Stop                         | A Scene at the Sea                | 5:11 |
| 11.   | Sonatine I - Act of Violence     | Sonatine, mélodie mortelle (B.O.) | 3:42 |
| 12.   | Play on the sands                | Sonatine, mélodie mortelle        | 4:46 |
| 13.   | Kids Return                      | Kids Return (B.O.)                | 4:41 |
| 14.   | No Way Out                       | Kids Return                       | 2:52 |
| 15.   | Thank you... for Everything      | Hana-bi (B.O.)                    | 7:10 |
| 16.   | Hana-bi                          | Hana-Bi                           | 3:42 |
| 66:57 |                                  |                                   |      |